# Habsburg–Lotaringiai József Ferenc főherceg
Habsburg–Lotaringiai József Ferenc főherceg, teljes német nevén Josef Franz Leopold Anton Ignatius Maria von Österreich (Brünn, Osztrák–Magyar Monarchia, 1895. március 28. – Carcavelos, Portugália, 1957. szeptember 25.) a Habsburg–Lotaringiai-házból származó osztrák főherceg, magyar királyi herceg, József Ágost főherceg legidősebb fia, apai ágon József nádor, anyai ágon I. Ferenc József császár és király dédunokája, a Habsburg-család ún. „nádori” vagy „magyar ágának” tagja. A Monarchia széthullása után Magyarországon élt, 1927–1945 között a magyar országgyűlés felsőházának tagja volt. Irodalmi és színpadi műveket is írt.

## Élete

### Származása

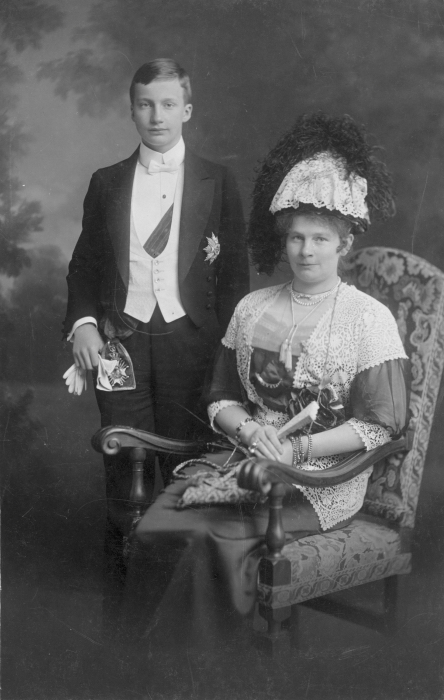
József Ferenc főherceg édesanyjával, Auguszta hercegnővel (1912)

József Ferenc főherceg 1895-ben született a morvaországi Brünnben. Édesapja József Ágost főherceg (1872–1962) volt, József Károly Lajos főherceg (1833–1905) és Szász–Coburg–Koháry Klotild hercegnő (1846–1927) fia, József nádor (1776–1847) unokája, első világháborús cs. és kir. tábornagy, 1918-ban rövid ideig Magyarország királyi kormányzója.
Édesanyja Auguszta Mária Lujza bajor hercegnő (1875–1964) volt, Lipót Miksa József bajor herceg (Leopold Maximilian Joseph Maria Arnulf Prinz von Bayern, 1846–1930) és Gizella osztrák főhercegnő (1856–1932) leánya, I. Ferenc József császár és király unokája. Szülei házasságából hat testvér született, négyen érték meg a felnőttkort:
- József Ferenc főherceg (1895–1957)
- Gizella Auguszta Anna Mária főhercegnő (1897–1901), kisgyermekként meghalt,
- Zsófia Klementina Erzsébet főhercegnő (1899–1978),
- László Luitpold főherceg (1901–1946),
- Mátyás József Albert főherceg (1904–1905), kisgyermekként meghalt,
- Magdolna Mária Rainéria főhercegnő (1909–2000) festőművész, szobrász.

### Ifjúkora
Gyermekkorát a családi birtokon, az alcsúti Habsburg-kastélyban töltötte. Budapest II. kerületében egy katolikus gimnáziumba járt, majd az Budapesti Tudományegyetemen jogot kezdett tanulni. Hivatásos tiszti kiképzésre jelentkezett a budapesti Ludovika Akadémiára, eközben érte az első világháború kitörése.
Olaszország hadba lépésekor, 1915-ben önként jelentkezett frontszolgálatra. Zászlósi (Fähnrich) rangban a cs. és kir. „II. Vilmos” huszárezredhez osztották be. Az olasz fronton Svetozar Borojević tábornagy, majd Arz Artúr vezérezredes mellett szolgált, majd saját ezredének a 7. huszároknak kötelékében több csatában részt vett. Több kitüntetést is szerzett, az 1918. június 15−23. között bekövetkezett montellói vereség után tiszti vitézségi érmet kapott, érdemeiért főhadnaggyá léptették elő és lovassági századparancsnoki (Rittmeister) beosztást kapott.
A világháború után, a Monarchia széthullását követően visszatért Magyarországra. 1919-ben, a Tanácskormány rendeletére letartóztatták. A gyűjtőfogházba került, osztályellenségnek minősítették és halálra ítélték. A brit királyi család diplomáciai közbenjárására 1919 júliusában szabadon bocsátották. Folytatta jogi tanulmányait a Budapesti Tudományegyetemen, 1923-ban jogi doktorátust szerzett.
Az 1919-es ausztriai Habsburg-törvény miatt nem utazhatott Ausztriába, és főhercegi címét sem használhatta. Németországban nemesi címeinek használatát nem korlátozták. Magyarországon érvényben maradt magyar királyi hercegi címe.

### Házassága, gyermekei

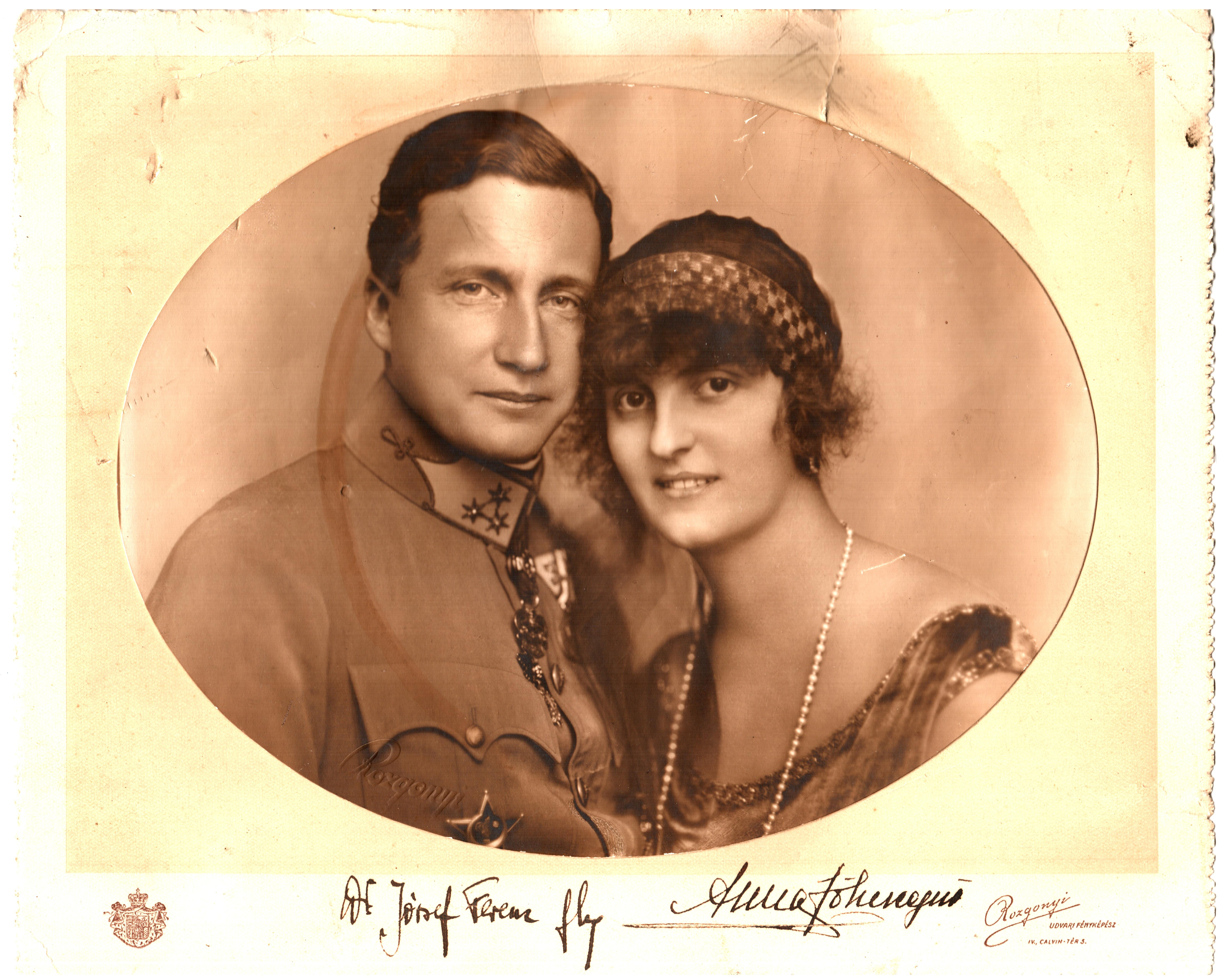
József Ferenc és felesége, Anna Mónika szász királyi hercegnő

1924. október 24-én a sziléziai Sibyllenort-kastélyban (ma Szczodre, Lengyelország) feleségül vette Anna Mónika Pia szász királyi hercegnőt (1903–1976), a Wettin-házból származó III. Frigyes Ágost szász király és a Habsburg-ház toszkánai ágából származó Habsburg–Toscanai Lujza Antonietta főhercegnő (1870–1947) legifjabb leányát. Nyolc gyermekük született:
- Habsburg Margit (Margarethe von Österreich, 1925–1979), aki 1944 augusztusában feleségül ment Alexander Cech herceghez (1914–2008), Jószef Cech altábornagy (1855-1938) és Donna Amalia Erba Odescalchi hercegnő (1889-1969) fiához. (Vejét, az ifjabb Cech-t saját anyai nagyapja, Hugo Erba Odescalchi herceg (1842-1919) adoptálta, és jogot adott neki saját hercegi családnevének, az Odescalchinak viselésére. Az osztrák főhercegnővel kötött házasságot megelőzően Cech-nek III. Viktor Emánuel olasz király a Monteleone hercege és Mondonico márkija címeket adományozta.)
- Habsburg Ilona (Ilona von Österreich, 1927–2011), aki 1946. április 30-án Georg Alexander zu Mecklenburg német herceghez (1921–1996) ment feleségül
- Habsburg Anna Terézia (Anna-Theresia von Österreich, 1928–1984)
- Habsburg József Árpád (Josef Árpád von Österreich, 1933–2017), aki 1956. szeptember 12-én Maria Aloisia von Löwenstein-Wertheim-Rosenberg hercegnőt (1935–2018) vette feleségül.
- Habsburg István Dominik (1934–2011), aki Maria Anderlt vette feleségül
- Habsburg Mária Kinga (*1938), akinek első férje Kiss Ernő, második (1988-ban) Joachim Krist volt.
- Habsburg Géza(wd) (Géza von Österreich, *1940), műgyűjtő, ékszerész és műkereskedő, akinek első felesége Monika Decker, a második Elizabeth Jane Kunstadter volt.
- Habsburg Mihály (Michael Koloman von Österreich, *1942), aki Christiana von Löwenstein-Wertheim-Rosenberg hercegnőt (*1940), Karl von Löwenstein-Wertheim-Rosenberg herceg (1904–1990) leányát vette feleségül.

### Élete Magyarországon
1927–1930 között elvégezte a budapesti közgazdaságtudományi egyetemet, 1930. június 16-án közgazdaságtanból szerzett doktori oklevelet.
1927–1945 között a kétkamarássá alakított magyar országgyűlés felsőházának tagja lett,  születése jogán. Széleskörűen művelt ember volt, alapvetően humán érdeklődésű, művészeteket és irodalmat kedvelő elme, tehetséges festő és irodalmi művek szerzője. Számos társadalmi és kulturális szervezet vezetője vagy vezetőségi tagja lett. A Szent Sír Lovagrend tagja és a rend magyarországi helytartója volt. Alapítója és elnöke volt a Palatinus Magyar Tudományos Kutató Társaságnak, elnöke a Budapest Fürdőváros Egyesületnek, a Budapesti Önkéntes Mentő Egyesületnek, az Erdélyi Fürdő Szövetségnek, az Országos Magyar Iparművészeti Társulatnak és a Magyar Feltalálók Szövetségének. Fővédnöke volt a turanizmust hirdető Magyar Turáni Társaságnak is.
1927-től a Magyar Petőfi Társaság tiszteletbeli tagjává választották. Ez az 1876-ban alapított irodalmi társaság a magyar nyelv művelését, a magyar nyelvű irodalom támogatását és Petőfi Sándor emlékének ápolását tűzte ki céljául, első elnöke Jókai Mór volt. A társaság 1944-ig működött. József Ferenc több verseskötetet publikált, 1935-ben írt Kolombus című színpadi misztérium-drámáját több magyar város (Budapest, Baja, Miskolc, Pécs és Szeged) színpadain játszották, operaváltozatát bemutatták az Egyesült Államokban. Felesége, Anna Mónika hercegnő a budapesti előkelő társasági élet ismert és népszerű alakja volt.

### Emigrációban
1944-ben családjával együtt elköltözött Magyarországról. Regensburgban éltek, rokonaik, a Thurn und Taxis hercegi család vendégszeretetét élvezték. A második világháború után nem tértek vissza Magyarországra. 1947 márciusában Rajk László kommunista belügyminiszter kérte (mások mellett) József Ferenc kiadatását a Szövetséges Ellenőrző Bizottságtól, hogy háborús bűncselekmény vádjával magyar bíróság elé állíthassák. A követelést a szövetséges hatalmak elutasították. 1948-ban a család Portugáliába költözött és Portóban telepedett le.

### Halála

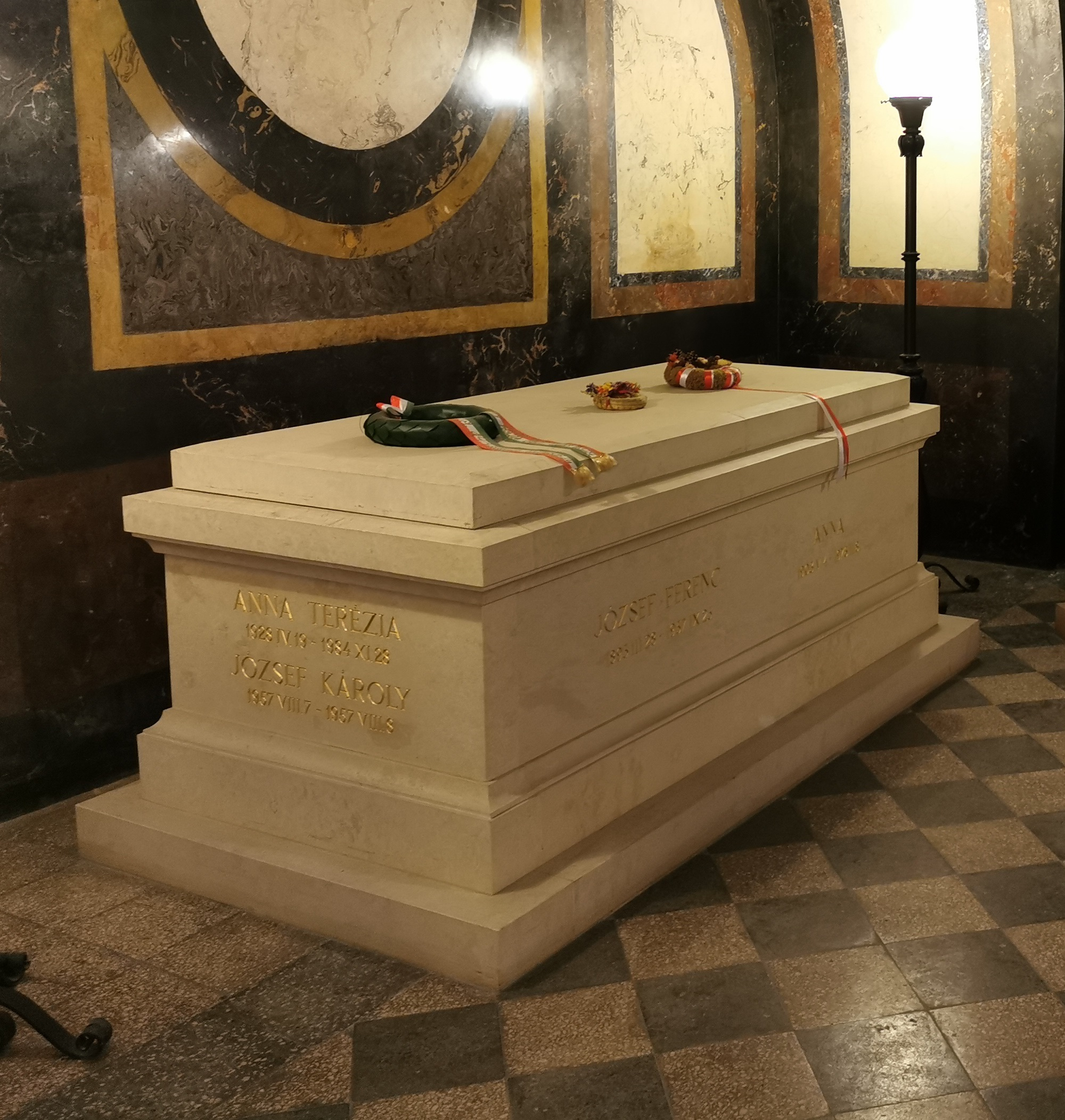
József Ferenc és családjának síremléke a Budavári Palota Nádori kriptájában

József Ferenc 1957. szeptember 25-én hunyt el a portugáliai Carcavelosban, 63 éves korában. Földi maradványait Nyugat-Németországba szállították, és a bajorországi Feldafingben temették el. 1962-ben elhunyt édesapját, József Ágostot, majd 1964-ben elhunyt édesanyját, Auguszta hercegnőt is itt temették el.
Özvegye, Anna Mónika szász hercegnő 15 évvel később Svájcban feleségül ment Reginald Kazanjianhoz (1905–1990). A polgári szertartást 1972. július 28-án Genfben, az egyházi esküvőt ugyanazon év szeptember 9-én Veyrier-ben tartották. Anna Mónika 1976. február 8-án halt meg Münchenben, 72 éves korában.
1992-ben a Habsburg-család Feldafingben nyugvó tagjaival együtt József Ferenc hamvait is hazahozták, és a Budavári Palota alatt lévő, rendbe hozott Nádori kriptában újratemették.
Halálakor, 1957-ben a Vitézi rend főkapitánya József Ferenc apja, József Ágost volt. Az ő 1962-es elhunytakor a rend főkapitányi tisztségét kisbarnaki Farkas Ferenc, majd tőle 1977-ben József Ferenc legidősebb fia, József Árpád vette át és töltötte be haláláig, 2017-ig.

## Fontosabb kitüntetései
- 1915: Aranygyapjas rend (lovagi oklevelének száma: No. 1178)
- 1915: Katonai Érdemkereszt, III. osztálya
- 1916: Vaskereszt II. osztálya
- 1917: Vaskereszt I. osztálya[6]
- 1917: Signum Laudis (Katonai Érdemérem) bronz fokozata
- 1918: Signum Laudis ezüst fokozata

## Kiadott művei
- Magyarföld dalai (versek, Budapest 1930)
- Ezüst vizek felett (versek, Budapest, 1932)
- A költő és a halál (versek, Budapest, 1932)
- Vágyak hegedűjén (versek, Budapest, 1932)
- Kolombus (dráma, 1935)
- Szüreti szózat (versek, Budapest, 1937)
- Szavak a tó fölött (versek, Budapest, 1940)
- Vallomások dombján (versek, Budapest, 1941)
- Anyák himnusza (válogatás magyar versekből, Budapest, 1942)
- Fajvédelmi gondolatok. A társadalmi válságok okai és gyógyítása (Budapest, 1942)
- Költemények (Budapest, 1942)
- Állam és család (Budapest, 1943)
- Tűzkehely (versek, Budapest, 1944)

## Fordítás
- Ez a szócikk részben vagy egészben  a   Josef Franz von Österreich című német Wikipédia-szócikk ezen változatának fordításán alapul.  Az eredeti cikk szerkesztőit annak laptörténete sorolja fel. Ez a jelzés csupán a megfogalmazás eredetét és a szerzői jogokat jelzi, nem szolgál a cikkben szereplő információk forrásmegjelöléseként.